# Цукор — біла смерть
Цукор — біла смерть або Cukor Bila Smerť — український музичний гурт із міста Києва. З'явився наприкінці 1980-х — на початку 1990-х років. Він є одним із колективів, які започаткували в Україні стиль етноготик.

## Історія
Головною фігурою цього проєкту була Світлана Охріменко (пізніше вона ж Світлана Няньо). Після закінчення музичного училища за класом фортепіано почала складати музику. Спочатку грала з віолончелісткою Тамілою Мазур. Гурт «Цукор — біла смерть» утворився коли до них приєдналися гітарист Євген Таран і піаніст Олександр Кохановський. Значно відрізнялися від музики того часу високим жіночим вокалом, тарабарськими текстами, та, невідомим раніше, інструментально-готичним виконанням.
1988 року записали альбом «Рододендрони Коралові Аспиди». У 1989 році створили збірку «Новые Неженки». Того ж року записали альбом «Лилеи и амариллисы».
На той час альтернативні гурти не мали змоги робити професійні записи в Україні і тому подібно до таких відомих українських колективів як Жаба в дирижаблі, Казма-Казма, The Ukrainians, Вій, Фоа-Хока, Ivanov Down та інших записувались на польському лейблі Koka Records. Цей лейбл зрештою і допоміг зберегти дотепер музику цих колективів. На цьому лейблі доступні два альбоми гурту: «Манірна музика» (1991) та «Село» (1993).
За словами Ігоря Цимбровського, який і сам записувався на Koka Records, гурт має своїх прихильників у Польщі, де слухачів подібної музики більше, ніж в Україні. Зокрема, представники польської експериментальної сцени Księżyc неодноразово заявляли, що надихалися творчістю Світлани Охріменко.

## Подальша доля музикантів
Світлана Охріменко розпочала свій сольний проєкт. Продовжувала працювати з польським лейблом Koka Records. Її творчість суміщає в собі різні жанри— готику, етно, фолк, акустику і т. д і виходить за їхні межі. Записала альбоми:
- Всі таємниці одного вірша (1991),
- Selo (1993),
- звичаєм (1993) (з Тамілою Мазур (Київ)),
- Transilvania Smile (1994),
- Я озеру вклонився (1995),
- Знаєш як, розкажи (1995) (з Олександром Юрченко — засновником Ярна і маленьких Звірята Суфіни (Київ)),
- Лісова колекція (1995),
- Пухнасті (1997-98) (із Сергієм Хотячуком (Київ) i Болеславом Блажчіком (Варшава)).
- Світлана Няньо (1999). Склад: Світлана Охріменко — вокали, casio MT-200, piano, Fender Rhodes 73 Mark I, harmonium, flute Сергій Хотячук- electric guitar, steel guitar, «souvenir», percussion, " shovkopryad ", Болеслав Блажчик — cello. Студійний реліз «Китиці» вийшов на KOKA RECORDS

Крім створення власних альбомів взяла участь у великій кількості побічних проектів:
- Сусіхвазібіда (1994),
- Fake (1994) (Колон),
- Foxfire (1994) (Колон),
- Pentamonia (1995) (Urania-театр, Колон) Taran: Mod and Mini and Space Age (1996-97) (Мюнхен)
- Blemish: Vatacushi-va: Vanishment and Reappearance (1999) — проект Віктора Пушкара[6].

Олександр Кохановський створив dark psycho проект «Пан Кіфаред». Музика являла собою імпровізації Кохановського за участі гітариста Тараса Мороза. Також у записах брав участь музикант гурту «Банита Байда» і засновник музичної агенції «Скай» Тарас Бойко. Разом записали у Варшаві концертний альбом, який згодом вийшов на лейблі «Koka Records». Створив оригінальні саундтреки для багатьох театральних вистав.
Взяв участь у створенні альбому гурту Колезький Асесор, який вони записали після довгої перерви, «Sex Bomben auf Engelland» (2001).
Таміла Мазур. Брала участь у створенні альбомів проекту «Шейк Хай-Фай»
Євген Таран брав участь у створенні альбомів проекту «Шейк Хай-Фай». Тепер сповідує ейсід-джаз, а живе і працює в Німеччині.

## Дискографія
| Рік  | Альбом                            | Лейбл        |
| ---- | --------------------------------- | ------------ |
| 1988 | Рододендрони Коралові Аспиди      |              |
| 1989 | Новые Неженки                     |              |
| 1989 | Лилеи и амариллисы                |              |
| 1991 | Манірна музика (Збірка 1989—1990) | Koka Records |
| 1993 | Село (1993)                       | Koka Records |